# Col·legis de la Rovira Roja
Els Col·legis de la Rovira Roja és una obra del municipi de Sant Martí Sarroca (Alt Penedès) protegida com a bé cultural d'interès local.

## Descripció
Es tracta d'un edifici amb planta en forma de T i d'una sola alçada, amb coberta a dues vessants. La part més allargada correspon a l'aula d'ensenyament, que té adossada la casa del mestre.
Al porxo d'entrada i a les finestres, hi ha columnes de fust cilíndric i el coronament de l'edifici, té una decoració de boles i motllures. L'edifici respon a l'estètica noucentista.